# Образцов Сергій Володимирович
Сергі́й Володи́мирович Образцо́в (рос. Сергей Владимирович Образцов; *22 червня (5 липня) 1901 — †8 травня 1992) — російський актор, режисер лялькового театру; президент UNIMA (1976—80 роки), Герой Соціалістичної Праці (1971), народний артист СРСР (1954), лауреат Ленінської (1984) та Сталінських премій другого ступеня (1946).
У 1931 заснував і очолив Центральний театр ляльок у Москві. Був автором оригінальних постановок, у яких також виступав сам. Автор нової техніки анімації ляльок.

Образцов був творцем та керівником театру ляльок, якому згодом було присвоєно його ім'я. Колекція ляльок є найбільшою в Росії та однією з найбільших у світі.

Батько його, В. М. Образцов, уродженець Миколаєва, був інженером-залізничником (згодом — академік АН СРСР), мати — вчителька.
В 1922—1931 працював з Немировичем-Данченком в Московському художньому театрі, спочатку як актор.

В 1920 вперше починає виступи з театральними ляльками. До середини 1930-х років набуває відомості як естрадний артист, який робив вистави в пародійному стилі «романсів з ляльками». З 1935 провадив педагогічну роботу. Професор ГІТІСу (1973). З 1976 по 1984 — президент Міжнародного союзу лялькарів (з 1984 — почесний президент) та Ради центру цієї організації (з 1958).

Похований на Новодівичому кладовищі. Поруч з театром його імені в 2006 році встановлено пам'ятник.

## Нагороди та звання
Ленінська премія (премія за літературні твори та мистецтва для дітей) (1984), Сталінська премія другого ступеня (1946) — за видатні досягнення в царині лялькового театру, Державна премія РРФСР імені Станіславського (1967) — за постановку спектаклів для дорослих та дітей, три ордени Леніна (1967, 1971, 1981), два ордени Трудового Червоного Прапора (1946, 1961), медалі, Орден Усмішки (Польща).

## Твори
- Моя Кунсткамера. — М.: Детская литература, 1990.(рос.)
- По ступенькам памяти. — М.: Советский писатель, 1987.(рос.)
- Моя профессия. — М.: Искусство, 1981.(рос.)
- Эстафета искусств. — М.: Искусство, 1988.(рос.)